# صليب الحرب 1939-1945 (فرنسا)
وسام صليب الحرب 1939-1945 (بالفرنسية: Croix de Guerre) هو وسام عسكري فرنسي، وهو نسخة من صليب الحرب، أُنشئ في 26 سبتمبر 1939 لتكريم من قاتلوا مع الحلفاء ضد قوات المحور خلال الحرب العالمية الثانية. بعد غزو ألمانيا واجتياحها لفرنسا القارية في معركة فرنسا في مايو ويونيو 1940، استبدلت حكومة فيشي الفرنسية الموالية للمحور هذا الصليب الحربي بصليب آخر ذي شريط أسود وأخضر، بينما احتفظت فرنسا الحرة بالأصل. منذ انتصار فرنسا الحرة في الحرب العالمية الثانية، أصبح هذا الإصدار هو الوحيد المعترف به رسميًا من قبل الحكومة الفرنسية.

## قانون
ونظرًا لاتساع مساحة منطقة الحرب، فقد شمل المستفيدون أولئك الذين قاتلوا أثناء أو مع أو في أو في ما يلي: 
- معركة فرنسا
- قوات الداخل الفرنسية
- القوات الفرنسية الحرة
- الجبهة الغربية
- مسرح الشرق الأوسط
- المسرح المتوسطي
- الحملات الأفريقية

## وصف

### ميدالية
صُممت ميدالية صليب الحرب من قِبل النحات بول ألبرت بارثولومي. يبلغ حجم الميدالية 37 ملم (1.5 بوصة) وهي على شكل صليب مالطي مع سيفين متقاطعين في المنتصف. في وسط المقدمة يوجد صورة للجمهورية الفرنسية متوجة بقبعة فريجية. حول هذه الصورة، توجد عبارة République française (الجمهورية الفرنسية). على ظهر الميدالية توجد تواريخ الصراع: 1939-1940، 1939-1945، أو ببساطة 1940.

### شريط
يحتوي شريط التعليق والخدمة للميدالية على خلفية حمراء متقاطعة مع أربعة خطوط خضراء في الوسط. 

#### الأجهزة
على كل ميدالية وشريط، يوجد شريط واحد على الأقل، إما على شكل سعفة أو نجمة، مصنوع من البرونز أو الفضة أو الفضة المذهبة (الفيرميل). تُفصّل أدناه الأهمية النسبية للتركيبات الستة المحتملة. العدد الإجمالي للأشرطة على "صليب الحرب" غير محدود.

## درجات

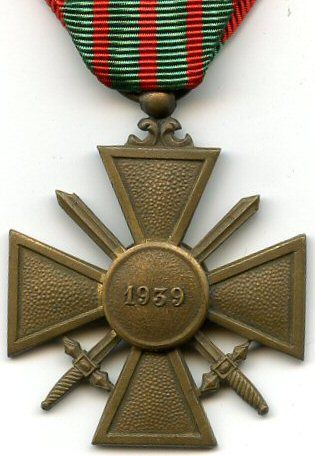
ظهر صليب الحرب لعامي 1939 و1945

### مذكور في الإرساليات
يتم تمثيل الدرجة الأدنى بنجمة برونزية بينما يتم تمثيل الدرجة الأعلى بسعفة برونزية: 
- النجمة البرونزية (étoile en bronze) لأولئك المذكورين على مستوى الفوج أو اللواء.
- النجمة الفضية (étoile en argent)، لأولئك المذكورين على مستوى الفرقة.
- نجمة الفيرميل (étoile en vermeil)، لأولئك المذكورين على مستوى الفيلق.
- سغفة برونزية (palme en bronze)، لأولئك المذكورين على مستوى الجيش.
- سعفة فضية (palme en argent) تمثل خمسة سعفات برونزية.
- سعفة الفيرميل (palme en vermeil)، لأولئك المذكورين على مستوى القوات الفرنسية الحرة (الحرب العالمية الثانية فقط). [3]

تمنح المشابك للشجاعة لأي عضو في الجيش الفرنسي أو حلفائه، واعتمادًا على الدرجة، تعادل تقريبًا النجمة البرونزية والنجمة الفضية في الولايات المتحدة أو الصليب العسكري والميدالية العسكرية في المملكة المتحدة.

## نسخة فيشي
بعد الغزو والاحتلال الألماني لفرنسا في مايو 1940، أنشأت الحكومة الفرنسية المتعاونة مع ألمانيا (فرنسا الفيشية، والمعروفة رسميًا باسم "État français"، الدولة الفرنسية) صليبين خلال الحرب العالمية الثانية، كلاهما بنمط شريط أسود وأخضر بدلًا من الأحمر والأخضر الأصلي. وقد رفضت حكومة فرنسا الحرة والحكومة الفرنسية بعد الحرب هذين الصليبين، ويُعتبر ارتداؤهما غير قانوني في فرنسا. استخدم صليب فيشي الحربي نفس الأوسمة المتدرجة كما في النسخة المعترف بها رسميًا، باستثناء إضافة رمز السعفة المذهب.
| شريط | الجوائز                                                                                     |
|      | صليب الحرب (فرنسا فيشي؛ للخدمة في الحرب العالمية الثانية)                                   |
|      | فيلق المتطوعين الفرنسيين ضد البلشفية (للخدمة في الجبهة الشرقية خلال الحرب العالمية الثانية) |

## أبرز الحاصلين على الجائزة من غير الفرنسيين
- عمر برادلي
- جوزيف كولينز
- دوغلاس فيربانكس الابن
- فرجينيا هال
- كورتني هودجز
- صموئيل م. هوجان
- ليمان ليمنيتزر
- دوغلاس ماك آرثر
- روبرت ميلارد
- درازا ميهايلوفيتش
- مالكولم موغيريدج
- أودي مورفي
- جورج س. باتون الابن
- الأمير فيليب، دوق إدنبرة
- رينيه الثالث، أمير موناكو
- ماثيو ريدجواي
- جيمس ستيوارت
- ماكسويل تايلور
- ستروم ثورموند
- جون ويليام فيسي الابن
- بول ف. واربورغ
- ويليام ويستمورلاند
- إيرل ويلر
- ريتشارد وينترز
- جوزيف وولهاندلر
- تومي يو توماس